# Euricania cyane
Euricania cyane är en insektsart som beskrevs av Ronald Gordon Fennah 1950. Euricania cyane ingår i släktet Euricania och familjen Ricaniidae. Inga underarter finns listade i Catalogue of Life.